# Шенгаген (Тюрингія)
Шенгаген (нім. Schönhagen) — громада в Німеччині, розташована в землі Тюрингія. Входить до складу району Айхсфельд. Складова частина об'єднання громад Удер.
Площа — 2,55 км2. Населення становить 143 ос. (станом на 31 грудня 2021).